# Авантура у џунгли (Дизниленд)
Авантура у џунгли је забавна вожња речним бродом која се налази у тематском делу Адвентурланд у разним Дизнијевим тематским парковима широм света. Атракција је симулирано крстарење речним бродом који путује пловним путем користећи скривени систем навођења кроз области са азијским, афричким и јужноамеричким темама. Гости парка се укрцавају на реплике баркаса из британске истраживачке ложе из 1930-их , а аудио-аниматронске животиње из џунгле су приказане током вожње. Члан Дизнијеве екипе уживо делује као туристички водич и капетан који прати увежбани сценарио, пружајући путницима комичну причу.
Прва инсталација вожње представљена је у Дизниленду за његово свечано отварање 1955. године. Током година направљене су разне промене, укључујући побољшане аудио ефекте, ажурирања приче и уклањање културно осетљивог материјала. Инсталација у хонгконшком Дизниленду има значајно другачију причу од осталих паркова и гостима пружа три различите језичке опције. Након година планирања и одлагања, филмска адаптација вожње објављена је у Сједињеним Државама 30. јула 2021.

## Инспирација и дизајн
Дизни је планирао пројекат да укључи вожњу са темом џунгле на листу атракција представљених на свечаном отварању Дизниленда Извори инспирације укључују документарац из 1955. под називом Афрички лав из серије филмова True Life Adventures, као и авантуристички филм Афричка краљица из 1951. године. Харпер Гоф је често спомињао Афричку краљицу у својим идејама и црпио је инспирацију из пароброда приказаног у филму за дизајн возила за вожњу.